# SLIB
SLIB, filiale de  BNP Paribas et Natixis, est à la fois éditeur de logiciels dans le domaine de la finance et fournisseur de services d’infogérance applicative.
La société SLIB existe depuis 1988. À l'époque elle a été créée à partir du service informatique de la Bourse de Lyon. Son domaine d'intervention se concentre sur les métiers des titres en France et en Europe. Ses clients sont des prestataires de services d’investissement. 
SLIB propose des solutions dans les domaines suivants:
- Gestion des ordres [3],[4].
- Compensation [5].
- Règlement - livraison [6].
- Tenue de compte-conservation[7].
- Risques[8],[9].

SLIB est en outre l'éditeur du logiciel VOTACCESS, développé sous l’égide de l’AFTI (Association Française des Professionnels des Titres). Cette solution permet le vote en ligne des actionnaires en pré-assemblée générale ,. Ce projet a été labellisé par le pôle de compétitivité mondial finance innovation ,,. Lancé en 2012, le système a été adopté par EDF, Vivendi, GDF Suez, Suez Environnement, Danone et Pernod Ricard. En 2013, il prend de l'ampleur et est utilisé pour les assemblées générales de plus de 20 sociétés dont Air liquide, Société générale, Total et L’Oréal.
SLIB renforce ses solutions de vote électronique en faisant l’acquisition d’Election-Europe en 2019, puis de Majelice en 2023. Ces solutions sont regroupées sous la marque « eklesio » en 2024.